# Anders als die Andern (1919)
Anders als die Andern, ein Spielfilm von Richard Oswald, der 1919 unter Mitwirkung von Magnus Hirschfeld entstand, war einer der ersten Filme, die offen das Thema Homosexualität behandelten. Er handelt von einer Erpressungsgeschichte mit tödlichem Ausgang.

## Handlung
Während der Film selbst nur als Fragment erhalten blieb, ist der vollständige Inhalt durch das Jahrbuch für sexuelle Zwischenstufen (Leipzig, 1919) bekannt.
Der Violinvirtuose Paul Körner findet Gefallen an seinem Schüler, dem jungen Kurt Sievers, der täglich Stunden mit Geigenspiel und Unterhaltung bei ihm verbringt. Pauls misstrauische Eltern sehen sich zum Eingreifen veranlasst und versuchen, ihn bei einem Gesellschaftsabend mit der jungen reichen Witwe Hellborn zusammenzubringen, was aber an Paul scheitert. Ein Arzt klärt schließlich die bestürzten Eltern über die Homosexualität ihres Sohnes auf.
Inzwischen wird Paul von dem Stricher Franz Bollek erpresst, mit dem er einmal eine flüchtige Beziehung hatte. Kurts Eltern wiederum sind über den Umgang ihres Sohnes mit Körner besorgt und verbieten ihm den Umgang mit ihm. Auf Bitten von Kurts Schwester Else spricht Paul mit Kurts Eltern. Er kann sie beruhigen und verspricht ihnen, aus Kurt einen berühmten Künstler zu machen. Unterdessen wird der Erpresser Bollek mit seinen Geldforderungen immer dreister. Es kommt zu einer Auseinandersetzung zwischen ihm und Paul, in die auch Kurt verwickelt wird. Kurt macht sich selbstständig und hält sich durch Auftritte in Vorstadt-Lokalen über Wasser. Als Körner sich weigert, immer mehr Geld an den Erpresser zu zahlen, zeigt Bollek ihn wegen Verstoßes gegen den § 175 an. Paul und Else besuchen nun den Vortrag eines Sexualforschers. Auf Elses diesbezügliche Frage gibt der Gelehrte ihr zur Antwort, dass Menschen wie Paul sich nicht zur Ehe eigneten, worauf Else beschließt, ihm eine treue Kameradin zu sein.
In dem folgenden Gerichtsverfahren hält Dr. Magnus Hirschfeld (der sich selbst spielt) eine flammende Rede für Akzeptanz von und Toleranz gegenüber Homosexuellen. Bollek wird wegen räuberischer Erpressung zu drei Jahren Zuchthaus verurteilt. Paul Körner wird allerdings ebenfalls verurteilt: Wegen Vergehens gegen den § 175 muss er eine Woche ins Gefängnis. Sein Ruf ist ruiniert. Er zerbricht an der gesellschaftlichen Schande und begeht, keinen Ausweg findend, schließlich Suizid mit Gift. Während seine Verwandten sich abwenden, halten Else und der zurückgekehrte Kurt zu ihrem aufgebahrten Freund. Der hinzugekommene Arzt kann Kurt davon abhalten, sich ebenfalls zu töten. Am Ende des Films hält Hirschfeld einen flammenden Vortrag für die Rechte der Homosexuellen, der im Stummfilm mithilfe von Zwischentexten vermittelt wird.
Das erhaltene Fragment aus dem Jahr 1927 stellt die Story teilweise ganz anders dar. Vor allem wurde die Dramaturgie durch Umstellungen erheblich verändert.

## Hintergrund

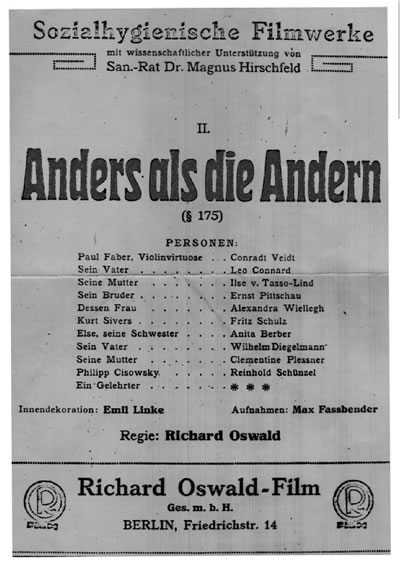
Filmplakat Anders als die Andern von 1919

Der Film kann als der erste überhaupt angesehen werden, der das Thema Homosexualität offen behandelte. Er entstand in einer Zeit, in der in Deutschland keine staatliche Filmzensur existierte, nachdem der „Rat der Volksbeauftragten“ in einem Aufruf an das deutsche Volk am 12. November 1918 verkündet hatte: „Eine Zensur findet nicht statt. Die Theaterzensur wird aufgehoben.“
Die Uraufführung erfolgte am 28. Mai 1919 als Sondervorstellung im Berliner Apollo-Theater und dann am 30. Mai 1919 im Prinzeß-Theater. Der Film, in der für die damalige Zeit hohen Anzahl von 40 Kopien gestartet, entwickelte sich zum Skandalfilm und entfachte neben anderen „Sitten-“ und „Aufklärungsfilmen“ eine heftige Kulturdebatte, in der von konservativer und reaktionärer Seite vehement die Wiedereinführung der Zensur gefordert wurde. „Die Gegner*innen kaschierten unter dem Vorwand des Jugendschutzes ihre homophoben Ängste und Vorurteile. Zum Vorschein kam auch Antisemitismus, der sich nicht nur in streng konservativen Blättern, sondern auch in den schwulen Zeitschriften aus dem Friedrich Radszuweit-Verlag zeigte. Hirschfeld und Oswald, beide Juden, wurden beschuldigt, dem angeblich spezifisch jüdischen Laster der Homosexualität Vorschub zu leisten.“ (Informationstext des Schwulen Museums Berlin, das dem Film zu seinem 100-jährigen Jubiläum eine Ausstellung widmet.)
Nach Wiedereinführung der Filmzensur durch das 1. Reichslichtspielgesetz am 12. Mai 1920 wurde der Film noch im selben Jahr am 18. August 1920 verboten, die Kopien vernichtet., obwohl das Verbot die Vorführung zuließ „vor bestimmten Personenkreisen, nämlich Ärzten und Medizinalbeflissenen, in Lehranstalten und wissenschaftlichen Instituten.“
Magnus Hirschfeld drehte 1927 den Dokumentarfilm Gesetze der Liebe und verwendete für das Thema Homosexualität eine gekürzte Fassung des Films Anders als die Andern. Gesetze der Liebe fiel kurz nach Erscheinen ebenfalls der Zensur zum Opfer. 1928 wurde der Film zum ersten Mal in der Sowjetunion aufgeführt. Im Zentralen Staatsarchiv der UdSSR für Film- und Fotodokumente wurde eine Version mit ukrainischen Untertiteln aufbewahrt. Diese Fassung wurde Ende der 1970er-Jahre vom Stadtmuseum München entdeckt.
1982 wurde für das 1. SchwulLesbische Filmfest in Frankfurt am Main die gekürzte Fassung als 16-mm-Kopie vom Stadtmuseum München ausgeliehen, die ukrainischen Untertitel übersetzt und während der Vorführung eingelesen. Die Originalfassung von Anders als die Andern ist nicht mehr erhalten. Die Filmkopien sind nach dem Verbot zerstört worden. Weite Teile des Filmes gingen dadurch unwiderruflich verloren. Mittlerweile gibt es eine vom Münchener Filmmuseum restaurierte Fassung, die zunächst als stumme Version mit deutschen Zwischentiteln als VHS-Kassette veröffentlicht wurde. Seit Oktober 2006 ist auch eine DVD-Edition des Filmmuseums München erhältlich, die neben dem Film in deutscher und englischer Sprache und einer kurzen Dokumentation der Zensurgeschichte auch das Kapitel des Films Gesetze der Liebe enthält, aus dem Anders als die Andern im Wesentlichen rekonstruiert worden ist.

## Kritiken
Die zeitgenössischen Kommentierungen spiegeln die beträchtliche Kontroverse wider, die Anders als die Andern auslöste. Die B.Z. am Mittag vom 18. August 1919 schrieb anlässlich einer Vorführung des Films im Rahmen einer nichtöffentlichen Veranstaltung, der Film sei „zu einer antisemitischen Propaganda benutzt worden.“ Es bestehe aber Einigkeit unter den geladenen Ärzten, Wissenschaftlern, Behördenvertretern und Schriftstellern, „daß die einwandfreie Durchführung der Filmhandlung weder indezent noch unmoralisch wirke.“
Curt Moreck kommentierte dagegen 1926 in seinem Buch Sittengeschichte des Kinos rückblickend auf den inzwischen verbotenen Film, der Hersteller habe das Geschäft gewittert: „Allein selbst in den Kreisen der Kinoindustrie wurden Proteste laut, und die öffentliche Meinung wandte sich mit einem vielstimmigen Chor gegen das Wagnis, perverse Erscheinungen des Sexuallebens zum Inhalt von Aufklärungsfilmen zu machen.“
Das Lexikon des internationalen Films sieht Oswalds Werk durchaus positiv: „Das beispielhafte Kammerspiel, der erste deutsche Film über Homosexualität, vermeidet jedes Klischee und glänzt mit exzellenten Darstellerleistungen.“